# Kolosivka, Narodîci
Kolosivka (în ucraineană Колосівка) este un sat în comuna Bazar din raionul Narodîci, regiunea Jîtomîr, Ucraina.